# チーム・バチスタシリーズ
『チーム・バチスタシリーズ』は、海堂尊による医療ミステリー小説シリーズ『田口・白鳥シリーズ』の別呼称であり、同シリーズを原作として関西テレビ放送（KTV）とメディアミックス・ジャパン（MMJ）の共同制作によりフジテレビ系「火10」枠で放送されたテレビドラマ、ならびにその劇場版として東宝配給にて公開された映画のシリーズ。主演は伊藤淳史と仲村トオル。本項では主に後者の映像化作品群について記述する。

## 概要
小説『田口・白鳥シリーズ』のうち、
- 「S1」 - 『チーム・バチスタの栄光』
- 「SP2」 - 『ナイチンゲールの沈黙』
- 「S2」 - 『ジェネラル・ルージュの凱旋』
- 「S3」 - 『アリアドネの弾丸』
- 「S4」 - 外伝作品の『螺鈿迷宮』
- 「FINAL」 - 『ケルベロスの肖像』

をそれぞれ原作としている。
医療ドラマとミステリーを融合させた医療ミステリードラマ。登場人物の設定変更やドラマオリジナルキャラクター、ストーリーの変更やドラマオリジナルストーリーなど、原作からの改変が多くほぼ独自の路線を作り上げた作品となっている。エンターテイメント性を重視しており、田口と白鳥を除く全てのメインキャストを怪しく描写して、視聴者に犯人探しをしてもらう作劇が特徴。医療提言は原作より軽めである代わりに、広い視聴者層を考慮してより普遍的なものとなっている。
また、田口と白鳥の関係性の変化はシリーズを通した縦軸となっており、二人が名実共にパートナーとなっていく過程を描いた一つの物語として見ることもできる。一作だけで完成する関係ではなく、全作かけて少しずつ距離を縮めていくため、二人の在り方は「1」と「FINAL」では大きく異なっている。
舞台となる場所（科）や扱うテーマ、作風は各作ごとに変わる。
原作の中では事件要素の薄い『イノセント・ゲリラの祝祭』と、完結後に出版された『カレイドスコープの箱庭』は、いずれもドラマ化されていない。
2022年には、伊藤淳史の出身地である千葉県の千葉テレビ放送で、シリーズ作品が再放送されている。

## チーム・バチスタの栄光
2008年10月14日から12月23日まで放送された。
「原作・映画版とは違う結末」という触れ込みで、犯行のトリック・真犯人等の変更を行った。内容も原作を扱いながらのオリジナルストーリーを展開し、最後まで二転三転とする。田口と白鳥は出会ったばかりで衝突も多いが、ちぐはぐな凸凹コンビの掛け合いがコメディ要素として活きている。

### ストーリー（S1）
東城大学医学部付属病院では、7人の精鋭医師達を集めた「チーム・バチスタ」と呼ばれる手術チームが成功率100％を誇る功績でバチスタ手術（左室形成術）を行っていた。しかしその「チーム・バチスタ」のバチスタ手術が3例立て続けに術中死する事態が発生。不定愁訴外来勤務の心療内科医・田口は院長の高階の依頼で一連の術死の調査を任される。
同じころ、橋から転落して足を怪我して運び込まれ、看護師達の手を焼かせた男が特別愁訴外来に送られてきた。その男は厚生労働省の白鳥と名乗り、田口と一緒に調査をするパートナーとして介入してくる。
あくまで殺人としてチームを疑う白鳥と、あくまでチームの潔白を信じる田口。二人は互いに違う見解を見つめながら、事件の真相を究明するためバチスタ患者やチームの個々の問題と向き合い調査を進めていく。やがて一連の連続術死の犯人、そしてトリックに辿り着いたが、解明したと思われた推理は真実の一端でしかなく、新たに提示された謎はさらなる惨劇を呼び出してしまう。
田口と白鳥は調査を継続し真相を追及することを決意。遂にチーム・バチスタの抱える暗部と連続術死のもう一つの真相に辿り着く。

### 登場人物（S1）

#### 主要人物（S1）
田口公平〈28〉
演 - 伊藤淳史
心療内科医・特別愁訴外来責任者。お人好しで他人を疑うことができない。
白鳥圭輔〈42〉
演 - 仲村トオル
厚生労働省・大臣官房秘書課付技官兼医療過誤死関連中立的第三者機関設置推進準備室室長。全てを疑うことを信条とする。

#### チーム・バチスタ（S1）
桐生恭一〈45〉
演 - 伊原剛志
心臓血管外科医で執刀医。第1話にて、医者は患者のために泣くことはしないと田口に話した。実はある秘密を抱えている。愛車はレクサス・GS。
鳴海涼〈35〉
演 - 宮川大輔
病理医。最終話で一時的に垣谷の助手を担当。桐生の義理の弟で右腕。桐生と自分を「光と影」に喩える。
大友直美〈28〉
演 - 釈由美子
手術室看護師（オペ看）で器械出し担当。CASE 27からチームに加わった。他人を蹴落として上を目指せるしたたかさの持ち主。
氷室貢一郎〈27〉
演 - 城田優
麻酔科医。多忙なためまともな食事を取れていない。麻酔科医を「オペ室の奴隷」と称する。
垣谷雄次〈47〉
演 - 鶴見辰吾
心臓血管外科医で第一助手、最終話では執刀医を担当。優秀だが万年講師と揶揄されることも。愛車はランドクルーザープラド。
酒井利樹〈28〉
演 - 鈴木裕樹
心臓血管外科医で第二助手。田口とは医学部時代の同期生。優秀な外科医を父に持ち、いわゆる親の七光りに強いコンプレックスを持つ。
羽場貴之〈40〉
演 - 戸田昌宏
臨床工学技士。

#### 東城大学医学部付属病院関係者（S1）
宮原加奈子
演 - ちすん
器械出し担当看護師。大友のライバル。
星野響子
演 - うえむらちか
チーム・バチスタの前（CASE26まで）器械出し担当看護師。
黒崎誠一郎
演 - 榎木孝明
心臓血管外科教授・リスクマネジメント委員会委員長。高階を敵視し派閥を作っている。
曳地敦夫
演 - 佐野圭亮
放射線科・リスクマネジメント委員会副委員長。
平田浩次
演 - 渡邉紘平
氷室の代理の麻酔科医。
藤原真琴
演 - 名取裕子
特別愁訴外来看護師。温厚かつ穏やかな女性で田口の身の回りをフォローしている。
高階権太
演 - 林隆三
東城大学医学部付属病院院長。

#### 田口家（S1）
田口周蔵
演 - 横山あきお
田口の祖父。
田口翠
演 - 彩木里紗
田口の妹で長女。
田口茜
演 - 石井美絵子
田口の妹で次女。

#### 喫茶店「BEANS FARM」（S1）
岸川保
演 - 木下ほうか
マスター。
岸川マリ
演 - 奥貫薫
ママ。

#### その他（S1）
青木一志
演 - 眞島秀和
刑事。白鳥の大学の後輩。
ナレーション
声 - 横堀悦夫

#### ゲスト（S1）
複数話登場の場合は演者名の横の括弧()内に表記。
第1話
- 橋本由紀子 - 朝加真由美

バチスタ手術を受ける患者のうち、田口が最初に接した女性。会社経営。
- 鈴田 - 遠山俊也

橋本の部下
- 木村 - 田中要次

特別愁訴外来患者
- 太賀

橋本の別れた息子
第2話
- 坂田局長 - 須永慶

厚生労働省・大臣官房秘書課 白鳥の上司。
第3話
- 奥田龍二 - デビット伊東

消化器外科講師。氷室や麻酔科の研修医をこき使い、氷室がよく皮肉る「麻酔医はオペ室の奴隷」の体現者である。特に氷室には傲慢かつ横暴で準備に遅れる氷室に苛立ち機材を彼の近くに蹴りつけたり、氷室の指摘に逆ギレして器具を投げつける等、医者としても人間としても問題のある人物。態度の大きい反面、患者の急変に対応できずにパニックになり周囲に当たり散らかす等、医者としての冷静の対応ができずオペの技術も三流以下で桐生達が駆け付けたことで事なきを得たが、バチスタチームの技術の前に何も出来ず、無様な姿を晒した。
- 井上浩 - 森廉

麻酔科の研修医。氷室ほどではないが、奥田の横暴さに振り回されている。
- 松井純子 - 酒井麻吏

総看護師長
- キク - 三條美紀

特別愁訴外来患者
第4話
- 川上妙子 - 大谷みつほ

ガン検査の結果を心配している特別愁訴外来患者
第5話
- 蔵田勇吉 - 田村元治（第6話）

拡張型心筋症、狭心症でバチスタ手術(CASE33)を受ける高齢の患者
- 蔵田トキ - 五月晴子（第6話）

蔵田の妻
第8話
- 村本カナ〈14〉 - 金澤美穂（第9話）

バチスタ手術を必要としている若齢の患者
- 高田久志〈50〉 - 吉満涼太

CASE27のバチスタ手術を受け術死した患者
第9話
- 垣谷絵美 - 大門果琳（写真・回想のみ）（最終話）

最終話
- 赤木ミキ - 生月歩花
- 海堂尊

ニュース番組司会者

### スタッフ（S1）
- 脚本 - 後藤法子
- 音楽 - 羽岡佳、妹尾武
- 主題歌 - 青山テルマ「守りたいもの」（ユニバーサルJ）
- 挿入歌 - 永崎翔「答えはそこだ」（よしもとアール・アンド・シー）
- TD - 金澤賢昌
- 撮影 - 初瀬康一
- VE - 栗林伸幸
- 照明 - 村澤浩一
- 音声 - 二瓶尚穂
- 編集 - 白水孝幸
- ライン編集 - 萩原隆司
- 選曲 - 谷川義春
- 音響効果 - 竹嶋あゆみ
- MA - 荒川望（1 - 8話、10 - 11話）、本橋純一（9話のみ）
- 美術プロデュース - 津留啓亮
- デザイン - 根本研二
- 美術進行 - 杉山貴直
- 大道具 - 宮本昌和
- 操作 - 山口貴章
- 建具 - 船岡英明
- 装飾 - 佐竹諭
- 持道具 - 岡田哲也
- 衣装 - 田中まゆみ
- スタイリスト - 中川原寛、中井綾子（C.コーポレーション 2、4、11話）
- メイク - 佐々木彩、柴田広美、河野明子
- 電飾 - 谷口雅彦
- 特殊造型 - 松井祐一
- 植木装飾 - 後藤健
- タイトルバック - 石原史香（ナイス・デー）
- CG - 前田嘉孝 （ナイス・デー）
- スチール - 桂修平
- 医療監修 - 須磨久善（財団法人心臓血管研究所 スーパーバイザー。日本初のバチスタ手術施行者）、天野篤（順天堂大学医学部心臓血管外科教授）
- 医療脚本 - 高橋明仁、甲元拓志（ウィスコンシン大学）（4、10、11話）
- 医療指導 - 順天堂大学医学部心臓血管外科：山崎元成 、土肥静之（1-3話、5話、7話、9話、11話）、山岡啓信（1-3話、5話、7話、9話、11話）、丹原圭一（2話、4話、6話、8話、10話）、菊池慶太（3話）、小池裕之（4話、6話、8話、10話）
- 看護指導 - 石田喜代美
- 法律監修 - 中山ひとみ
- 編成 - 小杉太二（関西テレビ）、濱潤（フジテレビ）
- 宣伝 - 豊増雄（関西テレビ）
- ホームページ - 前田香久（関西テレビ）
- スケジュール - 白根敬造
- 監督補 - 星野和成（1 - 8話）、河村穀（9話）
- 制作担当 - 伊藤宏
- 制作主任 - 柴田和明
- 医療担当 - 吉原通克（9話）、田中眞一
- 助監督-  吉原通克（10、11話）
- 記録 - 山本明美（1-3話、5話、6話、9話、11話）、小宮尚子（4話、7話、8話、10話）
- 技術協力 - フォーチュン、Kカンパニー、バウムレーベン、SPOT
- 美術協力 - フジアール
- スタジオ - レモンスタジオ
- プロデューサー補 - 佐野拓水（関西テレビ）、大髙さえ子
- プロデューサー - 豊福陽子（関西テレビ）、遠田孝一（MMJ）、八巻薫（MMJ）
- 演出 - 植田尚、今井和久
- 制作 - 関西テレビ、MMJ

### 放送日程（S1）
| 各話                                                       | 放送日         | サブタイトル                                                           | シナリオ題（ラテ欄）                      | 演出     | 視聴率 |
| ---------------------------------------------------------- | -------------- | ---------------------------------------------------------------------- | ----------------------------------------- | -------- | ------ |
| 第1話                                                      | 2008年10月14日 | 医療ミスか? 殺人か!?                                                   | 謎                                        | 植田尚   | 15.2%  |
| 第2話                                                      | 10月21日       | アクティヴ・フェーズ（能動的調査） VS パッシヴ・フェーズ（受動的調査） | 噂                                        | 植田尚   | 11.7%  |
| 第3話                                                      | 10月28日       | 麻酔科医の告白                                                         | 絆                                        | 今井和久 | 12.5%  |
| 第4話                                                      | 11月4日        | エリートのプライドと弱点                                               | 望                                        | 今井和久 | 12.2%  |
| 第5話                                                      | 11月11日       | 犯人の目星はついた                                                     | 恋                                        | 植田尚   | 11.8%  |
| 第6話                                                      | 11月18日       | オペ室の完全犯罪…犯人はお前だ                                          | オペ室の完全犯罪…犯人はお前だ             | 植田尚   | 13.2%  |
| 第7話                                                      | 11月25日       | 間違っていた推理…真犯人登場!                                           | 真犯人登場                                | 今井和久 | 13.5%  |
| 第8話                                                      | 12月02日       | 義兄弟の亀裂…オペで異常事態!                                           | 震えるメス                                | 星野和成 | 14.2%  |
| 第9話                                                      | 12月09日       | 偽アリバイと致命的ミス                                                 | 偽アリバイと致命的ミス                    | 植田尚   | 12.3%  |
| 第10話                                                     | 12月16日       | 最後の謎解き… 医療トリックはコレだ!!                                   | 衝撃の結末!! 医療ミスか殺人か!?           | 今井和久 | 12.2%  |
| 最終話                                                     | 12月23日       | わずか3秒の完全犯罪!! 今、最も危険なオペが始まる                       | 真犯人は誰だ!? 最も危険なオペが今、始まる | 植田尚   | 16.5%  |
| 平均視聴率 13.2%（視聴率は関東地区・ビデオリサーチ社調べ） |                |                                                                        |                                           |          |        |

- クロスネット局のテレビ宮崎では2009年2月2日から同年2月20日まで平日の16時台で放送された。
- 関テレ火10枠で初回と最終回の視聴率が15%を越えたのは2006年10月期の『僕の歩く道』以来2年ぶりの記録となった。
- 第2話で登場したドクターヘリは、前クールまで放送されていた『コード・ブルー -ドクターヘリ緊急救命-』（フジテレビ制作、「木曜劇場」枠）と同じ機体、MDヘリコプター社製のMD エクスプローラー（通称MD902）、朝日航洋所属 JA6790である。

| 関西テレビ・フジテレビ系 火曜夜10時枠の連続ドラマ | 関西テレビ・フジテレビ系 火曜夜10時枠の連続ドラマ    | 関西テレビ・フジテレビ系 火曜夜10時枠の連続ドラマ |
| 前番組                                            | 番組名                                               | 次番組                                            |
| ------------------------------------------------- | ---------------------------------------------------- | ------------------------------------------------- |
| モンスターペアレント （2008年7月1日 - 9月9日）    | チーム・バチスタの栄光 （2008年10月14日 - 12月23日） | トライアングル （2009年1月6日 - 3月17日）         |

## チーム・バチスタの栄光SPECIAL〜新たな迷宮への招待〜
『ナイチンゲールの沈黙』の放送に先がけ、2009年9月15日の22時 - 23時24分にスペシャルドラマとして放送された。内容は『チーム・バチスタの栄光』の総集編ダイジェストに新撮を加えたものとなっている。
シリーズの中では現在唯一ソフト化に至っていない。

### ストーリー（SP1）
バチスタ・スキャンダルから3か月後、田口は不思議な病状を訴える一人の少女を診察していた。しかしその後病院を訪れた厚労省の人間に、半ば拉致同然で厚労省へと連れていかれてしまう。
このことを知った白鳥は田口のもとへ急ごうとするが、ある人物によって彼もまた軟禁状態にされる。この一連の動きの裏には、白鳥の失脚を狙う厚労省内部の思惑が隠されていた。

### 登場人物（SP1）
田口公平
演 - 伊藤淳史
白鳥圭輔
演 - 仲村トオル
厚生労働省大臣官房秘書課付技官。
赤城誠一郎
演 - 要潤
厚生労働省・内部監査室。田口から語られる事件の詳細を基に、白鳥の失脚を画策する。
一瀬ミドリ
演 - 鈴木砂羽
厚生労働省・内部監査室。白鳥を軟禁して事件の詳細を調べ、白鳥の失脚を画策する。
田中チホ
演 - 小林涼子
特別愁訴外来患者。相手の周囲の物を投げ捨てるといった礼を欠いた行動を取っていたが、後にエイリアンハンドシンドロームと診断される。
田中ミエ
演 - 片桐千里
チホの母親。
西園寺正也
演 - 遠藤憲一
脳神経外科医で田中チホの執刀医。

### スタッフ（SP1）
- 脚本 - 後藤法子
- プロデューサー - 遠田孝一（MMJ）、八巻薫（MMJ）
- 演出 - 植田尚、今井和久、星野和成
- ディレクター - 星野和成
- 総合演出 - 今井和久
- 制作 - 関西テレビ、MMJ

### 放送日程（SP1）
| 放送日        | サブタイトル                 | 演出                                      | 視聴率 |
| ------------- | ---------------------------- | ----------------------------------------- | ------ |
| 2009年9月15日 | 密室医療殺人に浮上した新疑惑 | 星野和成（新撮部分） 今井和久（総合演出） | 12.1%  |

## チーム・バチスタ第2弾 ナイチンゲールの沈黙
2009年10月9日に『金曜プレステージ』枠で『チーム・バチスタの栄光』の続編として放送。『金曜プレステージ』枠で関西テレビが単独制作するのは、番組開始以来初めてのことである。
牧村鉄夫殺害事件を題材にしている以外は、ドラマオリジナルキャラクターとドラマオリジナルの事件を取り扱っており、原作とは異なる内容となっている。原作の主要人物である水落冴子と城崎、さらには原作の特徴である小夜の能力は登場しない。
なお、ラストは「東城医大救命救急では、不正が行われている」という謎の投書が特別愁訴外来に送りつけられ、田口と白鳥がその調査のために病院内を闊歩するという『ジェネラル・ルージュの凱旋』に繋がることが示唆されるシーンで締めくくられている。

### ストーリー（SP2）
バチスタ・スキャンダルから9か月後、脳腫瘍患者の少年・岡部巧が、成功したはずの手術後に植物状態に陥った。巧の親族が訴訟を起こそうとする動きを懸念した院長の高階の依頼で、田口は再び白鳥とコンビを組んで内部調査をすることになる。
白鳥は早々に巧の執刀医の西園寺らと触発しながら調査を進めていくが、そんな中、巧と同じ部屋に入院する視神経膠腫患者の少年・牧村瑞人の父親が殺害される事件が発生する。

### 登場人物（SP2）

#### 主要人物（SP2）
田口公平
演 - 伊藤淳史
特別愁訴外来 担当医。
白鳥圭輔
演 - 仲村トオル
厚生労働省大臣官房秘書課付技官。

#### 東城医大病院関係者（SP2）
西園寺正也
演 - 遠藤憲一
脳神経外科准教授。他の病院で匙を投げてしまうほどの高難度の手術を成功させてきた凄腕。自分の腕に絶対の自信を持ち、手術を最高のゲームと言い放つ傲岸不遜な態度を取る。
浜田小夜
演 - 山田優
小児科看護師。小児科患者の子供達に慕われている。また子供達に「星に願いを」を歌い聞かせるが、この事が巧に関する意外な事実を明らかにする。
三浦守
演 - 袴田吉彦
脳神経外科講師 第一助手。西園寺の傍らにつくことが多く、かばん持ちをしている。このことを白鳥から「じゃんけんで負けてかばん持ちをさせられている小学生みたいで可哀想」だと皮肉られる。西園寺を良くは思っていないがその手技は認めており、彼から離れられないことを自覚している。一方で巧にも親身に接する患者想いの一面もある。
内山聖美
演 - 小沢真珠
小児科講師。巧の主治医だった。小児科の忙しさから自分の手から離れた患者に関心は示さず、小児科での問題事に辟易している。
猫田麻里
演 - 猫背椿
小児科 看護師長。藤原の後輩であり、田口・白鳥コンビの情報に精通しており、内部調査を進める田口と白鳥を牽制する。瑞人の様子を気にかけ、藤原を頼り小児愚痴外来開設を依頼する。
藤原真琴
演 - 名取裕子
特別愁訴外来看護師。
高階権太
演 - 林隆三
病院長。

#### 小児病棟の子供達
岡部巧〈14〉
演 - 中島健人（当時：B.I.Shadow 現在：Sexy Zone）
後頭下開頭腫瘍摘出術を受けて、一度は意識を取り戻したにもかかわらず、直後に血腫が出来たせいで植物状態に陥る。夢は飛行機の整備士になること。
牧村瑞人
演 - 高田翔（ジャニーズJr.）
巧の親友。視神経膠腫を患い、小児科病棟と小児ICUを行き来する入院生活を送っている。父親からネグレクトを受けていた為、田口から父親の死を知らされても素っ気ない態度を取っていた。
佐々木アツシ
演 - 加部亜門
腕白な男の子で小夜の手を焼かせる。特撮ヒーロー『ハイパーマンバッカス』のシトロン星人の大ファン。
田中秀正
演 - 高橋龍飛
アツシと同じく『ハイパーマンバッカス』が好きで、バッカスに詳しい白鳥に懐く。怪獣のおもちゃを所持。
杉山由紀
演 - 菊里ひかり
小児愚痴外来参加者の大人びた少女。

#### その他（SP2）
岡部貴美子
演 - 宮地雅子
巧の叔母。5年前に両親を亡くした巧を引き取って育てている。夫の幸一（下村彰宏）と弁当屋の屋台販売をしている。手術が成功したはずの巧が目覚めないのを不審に思い、真実を知りたい思いから訴訟の準備を始める。
牧村鉄夫
演 - 金山一彦
瑞人の父。金が無いことを理由に瑞人の手術を拒否し続けていた。訪問した三浦に説得されるも聞き入れず、それどころか「保護責任者遺棄罪で訴える」と咎められたことに対して逆ギレし、金属バットで三浦を一方的に暴行する。
青木一志
演 - 眞島秀和
刑事。かつての白鳥の後輩。
田口周蔵
演 - 横山あきお
田口の祖父。
田口翠
演 - 彩木里紗
田口の妹で長女
田口茜
演 -  石井美絵子
田口の妹で次女。

### スタッフ（SP2）
- 脚本 - 後藤法子
- 音楽 - 羽岡佳、妹尾武
- 主題歌 - 青山テルマ「守りたいもの」（ユニバーサルJ）
- 技術協力 - フォーチュン、Kカンパニー、バウムレーベン、SPOT
- スタジオ - レモンスタジオ
- TD - 金澤賢昌
- 撮影 - 初瀬康一
- VE - 塩津亮児
- 照明 - 村澤浩一
- 音声 - 二瓶尚穂
- 編集 - 白水孝幸
- ライン編集 - 萩原隆司
- 選曲 - 谷川義春
- 音響効果 - 竹嶋あゆみ
- MA - 荒川望
- 美術協力 - フジアール
- 美術プロデュース - 津留啓亮
- デザイン - 根本研二
- 美術進行 - 杉山貴直
- 装飾 - 佐竹諭
- 大道具 - 宮本昌和
- 操作 - 坂井貴浩
- 建具 - 船岡英明
- 電飾 - 谷口雅彦
- 特殊造型 - 松井祐一
- 植木装飾 - 後藤健
- 持道具 - 高橋祐子
- スタイリスト - 中川原寛
- メイク - 佐々木彩、鈴木未季子、河野明子
- スチール - 桂修平
- 衣装 - 田中まゆみ、石川鈴
- CG - 前田嘉孝 （ナイス・デー）
- 医療監修 - 柳澤隆昭（埼玉医科大学国際医療センター 小児脳脊髄腫瘍科 准教授）、鈴木智成（埼玉医科大学国際医療センター 小児脳脊髄腫瘍科）
- 医療指導 -杉本一朗（医療法人 照甦会 脳神経外科専門医）、杉本雅子（医療法人 照甦会 眼科専門医）、伏原豪司・上宮奈穂子（埼玉医科大学国際医療センター脳神経外科 ）
- 医療脚本 - 高橋明仁
- 看護指導 - 石田喜代美
- 法律監修 - 中山ひとみ
- 編成 - 浦邊日出彦（関西テレビ）、水野綾子（フジテレビ）
- 宣伝 - 豊増雄（関西テレビ）
- ホームページ - 前田香久（関西テレビ）
- スケジュール - 白根敬造
- 演出補 - 星野和成
- 制作担当 - 伊藤宏
- 記録 - 小宮尚子
- 助監督 - 吉原通克
- 制作主任 - 大蔵穣
- 助監督 - 吉原通克（10、11話）
- プロデュース補 - 山本喜彦
- プロデュース - 豊福陽子（関西テレビ）、遠田孝一、八巻薫
- 演出 - 今井和久
- 制作 - 関西テレビ・MMJ

| フジテレビ系 金曜プレステージ                   | フジテレビ系 金曜プレステージ                                | フジテレビ系 金曜プレステージ                   |
| 前番組                                          | 番組名                                                       | 次番組                                          |
| ----------------------------------------------- | ------------------------------------------------------------ | ----------------------------------------------- |
| 浅見光彦シリーズ 歌枕殺人事件 （2009年10月2日） | チーム・バチスタ第2弾 ナイチンゲールの沈黙 （2009年10月9日） | さんまのまんまスペシャル2009 （2009年10月16日） |

## チーム・バチスタ2 ジェネラル・ルージュの凱旋
2010年4月6日から同年6月22日まで放送された。
田口と白鳥が追う速水の収賄疑惑を物語の主軸としながらも、原作・映画版とは異なり、救命救急センターに運び込まれた患者の病気の全容を速水ら救命医達が突き止める一話完結型の医療ドラマとなっている。そのため医療ドラマの王道要素が最も多く見られる。また、速水の収賄疑惑における展開も改変が加えられ、ドラマ独自の展開を見せている。
なお、速水の医学部時代の同期生は田口ではなく白鳥に変更されており、田口の同期は本作から登場するドラマオリジナルキャラクターの和泉遥と設定されている。

### ストーリー（S2）
東城医大病院の救命救急センターは「ジェネラル・ルージュ」と呼ばれる救命医・速水晃一によって束ねられていた。速水は天才で確かな腕を持つカリスマ的存在であったが、一方で患者の治療を優先するがために無理な要求でも押し通し、また手段を選ばない性格から、彼に不満や危機感を抱く者も少なくなかった。
田口はある搬送患者に愚痴外来通院歴があったという偶然から救命救急センターに関わった結果、救急精神医療責任者に任命されてしまう。以後次々と運ばれてくる患者の病気の謎を救命医たちと共に究明しながら、患者や救命医たちの精神的なケアを行っていくことに。
同じ頃、白鳥もまた抜き打ち監査のため救命救急センターにやってきていた。だが速水と医療代理店「メディカル・アソート」の社員・佐々木のただならぬ関係に気づいた白鳥は、監査後も患者と向き合う田口をフォローしつつも、速水の収賄疑惑を独自に調査する。

### 登場人物（S2）

#### 主要人物（S2）
田口公平〈29〉
演 - 伊藤淳史
心療内科医・特別愁訴外来責任者。救急精神医療責任者も兼任する。
白鳥圭輔〈43〉
演 - 仲村トオル
厚生労働省大臣官房秘書課付技官、医療過誤死関連中立的第三者機関設置推進準備室室長兼保険局特別監査室室長代理（この肩書は今作から追加された）。

#### 東城医大病院救命救急センター（チーム・ジェネラル）（S2）
速水晃一〈42〉
演 - 西島秀俊
救命救急センター部長。
15年前、城東デパート火災で運び込まれた多くの患者の治療に当たり、自ら指示を出し最前線を切り抜けた過去の出来事から「ジェネラル・ルージュ（血まみれ将軍）」の異名を持つ天才救命医。第一外科（心臓血管外科）出身で血管内治療を専門とする。表情をあまり表に出さず、冷静沈着で鋭い洞察力を持っており、チュッパチャプスを食べていることが多い。病室が満床であろうと患者の受け入れを決して断らずに治療したり、患者を救うためなら設備の不十分な初療室で手術を行うという無茶をするなど、患者を救うためなら手段を選ばず、それ故に反感を持つ人も多い。冷静故に正論や厳しい言葉も言うが、時には冗談などを言う茶目っ気も持ち合わせている。部長就任後、各科の選りすぐりの人材を引き抜き「チーム・ジェネラル」という救命チームを作り上げた。
白鳥とは医学部時代の同級生で、白鳥のせいで主席での卒業が出来なかった「唯一勝てなかった奴」と、白鳥とはライバル関係であったことを語っている。また感情論で自分に向かう田口にも関心を持っている。
花房美和〈35〉
演 - 白石美帆
同センター看護師長。
冷静沈着で仕事に対して生真面目。決して他人に本音などを言わない。速水のサポート役でもあり彼の傍らにいる事が多い。速水を誰よりも信じていると同時に、昔から強い好意を寄せている。和泉からは「女房気取り」と非難される。
和泉遥〈29〉
演 - 加藤あい
同センター救命医で、センターの中の救命医では紅一点。男勝りで気が強く、自分の意見をハッキリ言い、度々辛辣な言葉やキツイ物言いもする直情的性格。幼い頃に城東デパート火災に遭い速水に命を救われた事から、速水を信奉し好意を寄せている。、速水のやり方に何も言わずただついていくことを決意している。花房とは緩やかに対立している。田口とは同期の間柄。
佐藤伸一〈37〉
演 - 木下隆行（TKO）
同センター副部長代理。
第一外科出身で消化器外科を専門とする。速水の腕を認めており、速水からは「佐藤ちゃん」と呼ばれている右腕的存在。センターの経営業務を一任されていたり、速水の強引かつ受け入れを決して断らない姿勢に無理を感じつつ「ジェネラルの言葉は絶対」というルールに従っているなど、苦労人でもある。スタッフ達に対し、心配や気配りをするなど、心優しく穏やかな一面を持つ。妻と3人の子の父親だが、救命の激務から家族と会えない日が続くことが多く、一度も子供の誕生日を祝ったことがない。
長谷川崇〈35〉
演 - 戸次重幸
同センター救命医。
第二外科出身で、脳神経外科を専門とする。速水に見込まれて「チーム・ジェネラル」に入る。口数は少ないが、言いたいことをハッキリ言う気丈さを持つ。物事を俯瞰的に見る性格で、ベッドが満床時でも患者を受け入れる速水の腕を認めつつも、冷やかな目を向けている。また、速水のやり方に不満を抱いており、その強引さに対し時には意見することもある。第4話ではついに感情が爆発し、退職願を出すも速水に簡単に破り捨てられてしまい、自由に辞めることさえできないことに絶望する。
栗山弥生〈25〉
演 - 浅見れいな
看護師。
滝沢秀樹〈26〉
演 - 松坂桃李
研修医。冷静沈着で知識が豊富。研修医の中では最も腕が良い。
永山康友〈25〉
演 - 足立理
研修医。気弱な性格で、研修医の中では気後れすることもある。
浅野和彦〈25〉
演 - 竹内太郎
研修医。

#### 東城医大病院関係者（S2）
三船大介
演 - 利重剛
東城医大病院事務長。慇懃無礼な態度の嫌味な性格。速水の失脚を目論んでおり、そのために佐藤に近づいている。だが魂胆は病院の財政を立て直すために、赤字を続ける三次救急からの撤退を考えており、現場の声にも耳を貸さない。
黒崎誠一郎
演 - 榎木孝明
心臓血管外科教授で倫理委員会のメンバー。バチスタスキャンダル以来、白鳥を良く思っていない。
曳地敦夫
演 - 佐野圭亮
放射線科医。
沼田泰三
演 - 石丸謙二郎
精神科教授で倫理委員会のメンバー。
藤原真琴
演 - 名取裕子（第1話・最終話）
特別愁訴外来看護師。今作では若手の看護指導をしている。城東デパート火災が発生した時には彼女も処置現場に携わっており、速水の異名となった「ジェネラル・ルージュ」のもう一つの由来を知っている。
高階権太
演 - 林隆三
東城医大病院長。

#### その他（S2）
佐々木英二
演 - 堀部圭亮
救急センターで使用されるカテーテルを取り扱う医療機器代理店「メディカル・アソート」の営業部長。頻繁に速水を尋ねており、速水とは何かあるのではないかと取り沙汰されている。白鳥に〝佐々木ちゃん〟と呼ばれることがある。
鴨志田一郎
演 - 本田博太郎
国会議員。元厚生労働省 官僚。佐々木とも繋がりがあり、彼と共に、速水の疑惑と関連のある「メディカル・アソート」主導の病院開発計画を推進している。
岡村智
演 - 吉家章人
鴨志田一郎の秘書。元刑事。
武田剛
演 - 山中崇
神奈川県警の刑事で階級は警視。寺内の不審死を捜査するために東城医大病院にやってくる。学生時代、白鳥が家庭教師だったことから、白鳥には頭が上がらない。
目黒和男
演 - 嶋田久作
フリージャーナリスト。取材中にマンションの建設現場から転落して救命救急センターに搬送される。佐々木の事を知っており、入院中は速水と佐々木の不穏な関係を嗅ぎ付け探っていたが、佐々木に気づかれ制止される。その後、心筋梗塞をおこし生死の境を彷徨う。
目黒光子
演 - 広田レオナ
和男の妻。実は、仕事に明け暮れて家に帰らない夫との離婚を考えていた。
斉藤彩子
演 - 麻生祐未（特別出演）
佐々木と鴨志田が通うクラブ「彩子」のママ。佐々木らの内情にも精通し、それを探りにクラブに通う白鳥に取り合おうとしなかったが、最後は彼らと速水の繋がりを示唆するものを白鳥に見せる。
後に落下した看板の下敷きになり、重傷を負って救命救急センターに運ばれる。実は城東デパート火災で娘を亡くした過去があり、黒のトリアージ・タッグを付けられたとはいえ、娘が速水に治療してもらえなかったことが遺恨となり、東城医大病院での入院を拒絶し転院手続きを取る。だが、速水と直接話して彼の真意を知り、わだかまりが解ける。
寺内昭三
演 - でんでん
救命救急センターに運ばれた老人。元気であるにもかかわらず腰痛を理由に救急車をタクシー代わりに使い、以後も傍若無人な態度をとる。鴨志田の後援会に入っている。東城医大にも糖尿病で通院している。
入院中、末期ガンに侵されていることが判明し、絶縁していた娘や孫と心を通わせたことで、鴨志田の不正を田口と白鳥に告発しようとするが、その矢先に不審死を遂げる。
坂崎裕美子
演 - 渋谷琴乃
昭三の娘。7年前に昭三の反対を押し切って結婚したため絶縁状態になっていたが、昭三の病状を知って面会に訪れる。昭三のたった一人の孫である、陽太という一人息子がいる。
坂崎陽太〈5〉
演 - 鈴木福
昭三の孫。裕美子の息子。母に連れられて昭三の面会に訪れる。昭三と裕美子が絶縁状態の時に生まれたため、昭三は面会のときまで陽太の存在を知らなかった。喘息の持病がある。

#### ゲスト（S2）
第一話
- 杉山沙希 - 田畑智子

キャビンアテンダント。2年前、まだCAではなかった頃に、一度だけ愚痴外来に通院している。2ヶ月前に交際中の嶋田が他の女性と結婚することになり、別れている。原因不明の失神に見舞われ、救命救急センターに運ばれ、以降も謎の失神に襲われている。
- 高山美穂 - 水谷妃里

沙希の同僚で友人。沙希の事を心配しており、沙希を振った嶋田には良い感情を抱いていない。
- 嶋田武 - 伊藤高史

沙希と交際していたパイロット。結婚の約束をしていたが、千里と結婚することになり2ヶ月前に沙希と別れている。
- 三嶋千里 - 松岡璃奈子

嶋田の婚約者。結婚パーティーで妊娠していることを明かす。
- 根岸ミツ - 森康子

特別愁訴外来患者。

第二話
- 青木恵理〈21〉 - 藤井美菜

ミスコンの日本代表選考会を控えるモデル。レッスン中に他のモデル達と共に集団過呼吸で運び込まれるが、回復後にふらつきや手足の麻痺が見られたことを理由に検査入院させられる。最終選考を控えているため、他のモデルに差をつけられることに焦りを感じており、病室から抜け出してレッスンに復帰しようとする。だがその途中で病院内の階段で転落して脛骨骨幹部骨折した上、神経障害、やがては幻覚に襲われる。
- 菅原誠 - 金井勇太

恵理の婚約者。救命救急センターで恵理に面会を求めるが、恵理に拒絶される。モデルになる前の少し丸顔で猫背の恵理も好きだ、と言う恋人思いの男性。恵理に美味しい物を食べさせたくて、料理人の修行をしている。
- 森花マリエ - 月船さらら

ミスコンの指導者。
- 高倉静香 - 渡辺舞

恵理のライバル。

第三話
- 塚田康史〈59〉 - 渡辺哲

「アース文具株式会社」に勤める男性会社員。風俗の店が並ぶ繁華街で、おやじ狩りの常習犯の若者に刺され入院する。普段は温和で大人しく酒も飲まない人物だが、若者に刺された時も入院以降も、突然人格が豹変し暴れまわる。また、暴れていた前後の記憶も失っている。
- 塚田基子 - 根本りつ子

康史の妻。
- 塚田浩之 - 荒木宏文（幼少期 - 中川大志）

康史の息子。大学を出たが、父のようなつまらない人生を送りたくないと、就職せずミュージシャンを目指そうとしていることから、康史とは口論になって家出している。
- 遠藤秀幸 - 山崎大輔

塚田の同期社員。

第四話
- 橋本将史 - 野仲イサオ

整形外科医。一般病棟に移った目黒の担当医。

第五話
- 真山香苗〈21〉 - 岩田さゆり

全国ツアーを控えた人気歌手。レコーディング中に倒れ、救命救急センターに入院する。マイコプラズマ肺炎かと思われたが、全身に発疹が現れ、その後喀血する。
- 真山みどり - 森口瑤子

香苗の母親でマネージャー。いわゆるステージママで、香苗と一卵性親子と呼ばれている。ツアーを控えている香苗の退院を急かしたりと高圧的な態度を取るため、センターのメンバーらを閉口させる。
実は20年前に子宮がんのため子宮を摘出し、子供を産めない体となるが、どうしても子供を諦められなかったため、養護施設から1歳の香苗を引き取っていた。夫とは後に離婚したが、香苗は手離すことができず、そのまま子どもとして育てた。
- 黒岩徹也 - 陰山泰

慶明医大 教授。心臓外科医。難しいベントール手術を何件も成功させ、ゴッドハンドと呼ばれている。佐々木、鴨志田とクラブ「彩子」で密会している。
- 舞 - 小林恵美
- 由紀 - 石川沙織

上記2名はクラブ「彩子」ホステス。

第六話
- 山崎健人〈16〉 - 桜田通

車椅子の少年。かつてはバスケットボールに励んでいたが、工事現場で事故に遭って脊髄を損傷し、以後車椅子生活を送っている。その事故で速水に命を救われ、彼を命の恩人として信頼している。速水に「命を救えた患者のことは覚えていない」と言われ逆上して襲い掛かるが、周囲に止められた直後に痙攣発作を起こす。「自分のせいで母親が苦労している」と考えており、悲観的な態度を取る。
- 山崎智子 - 大路恵美

健人の母。自宅の階段から転落して意識不明になり、健人の連絡で救命救急センターに運ばれる。

第七話
- 勅使河原聖也 / 鈴木浩 - 八神蓮

ホストクラブ「Club流星」で働くホスト。バースデーイベントの最中、痙攣を起こして倒れるが、急性アルコール中毒と診断され退院。その後自宅マンションで錯乱状態となり、ベランダから飛び降りようとしたところを救命救急センターに運ばれる。
- 下村 理沙子 - 末永遥

聖也の客で、救命救急センターに付き添う。聖也の自宅に通って料理を作るなど、献身的な一方で、聖也との関係についても悩みを抱いている。

第十一話
- 和泉正行 - 中根徹

遥の父。

### スタッフ（S2）
- 脚本 - 後藤法子、山田あかね、徳永友一、田中眞一
- 音楽 - 羽岡佳
- 主題歌 - 松田聖子「いくつの夜明けを数えたら」（ユニバーサルシグマ）
- TD - 松岡良治
- 撮影 - 初瀬康一
- VE - 山下輝良
- 照明 - 原田洋明
- 音声 - 関皮力央
- 編集 - 白水孝幸
- ライン編集 - 萩原隆司
- 選曲 - 谷川義春
- 音響効果 - 竹嶋あゆみ
- MA - 大石佳奈
- 美術プロデュース - 津留啓亮
- デザイン - 根本研二
- 美術進行 - 石川利久
- 装飾 - 佐竹諭
- 大道具 - 大地研之
- 操作 - 坂井貫浩
- 建具 - 石井洋介
- 電飾 - 谷口雅彦
- アクリル装飾 - 鈴木竜
- 植木装飾 - 後藤健
- 持道具 - 山本恵
- メイク - 佐々木彩、河野明子（1-最終話）
- 特殊造形 - 松井祐一（1、8話）
- 衣装 - 田中まゆみ
- スタイリスト - 中川原寛、佐藤美保子（6-7話）
- タイトルバック - RACHAKRIT.S、KNOT（2-）
- CG - 前田嘉孝 （ナイス・デー）（1-3、5-6、8-10、最終話）、奥田圭一（イレブングラフィックス）（4、7、11、最終話）
- スチール - 桂修平
- スタジオ - 金子康貴
- スタンドコーディネーター - 釼持誠（7話）
- 医療監修 - 原田智幸（東京女子医科大学救命救急センター講師）、天野篤（順天堂大学医学部心臓血管外科教授）（4話）
- 脚本協力 - 大久保ともみ（7話）
- 医療脚本 - 高橋明仁、Kittipong Srivatanakul（6話）、宮内博幸（10話のみ）
- 医療指導
  - 東京女子医科大学救命救急センター
    - 並木みずほ（1、8話）、永井怜恩（1、2話）、諸井隆一（2、11話）、及川恵子（3、最終話）、斎藤倫子（3、9話）、名取恵子（3、9、11話）、小林博之（5、10話）、後藤泰二郎（5話）、矢口有乃（6、8、最終話）、康美理（6話）、武田宗和（7、最終話）、斉藤真樹子（7話）、阿部勝（10話）

  - 角南博（藤井病院）（1、最終話）
  - 中濱一（福山市民病院循環器内科）（7、最終話）
  - 後藤大輔（8話）
- 看護指導 - 石田喜代美
- 解剖指導 - 高木徹也（杏林大学医学部法医学教室）（10話）
- 医事指導 - 後藤大輔、中島真理子（10、最終話）
- 法律監修 - 中山ひとみ 、本山信二郎（広尾マイスター法律事務所）（最終話）
- 編成 - 浦邊日出彦（関西テレビ）、水野綾子（フジテレビ）
- 宣伝 - 豊増雄（関西テレビ）
- ホームページ - 栄川歩美（関西テレビ）
- 営業 - 大島直影（関西テレビ）（連続ドラマ）
- スケジュール - 八木一介
- 制作担当 - 北田宏和
- 制作主任 - 伊藤宏
- 記録 - 小宮尚子（1-2、4、6、8、10、最終話）、山本明美（3、5、7、9、11話）
- 助監督 - 吉原通克
- プロデューサー補 - 佐藤利佳、堀江愛佳
- 演出 - 今井和久・植田尚（MMJ）、星野和成、白木啓一郎（関西テレビ）
- プロデュース - 豊福陽子（関西テレビ）、遠田孝一・八巻薫（MMJ）
- 制作 - 関西テレビ、MMJ

### 放送日程（S2）
| 各話                                                       | 放送日        | サブタイトル | 脚本       | 演出       | 視聴率 |
| ---------------------------------------------------------- | ------------- | ------------ | ---------- | ---------- | ------ |
| episode 1                                                  | 2010年4月06日 | 失神         | 後藤法子   | 今井和久   | 12.4%  |
| episode 2                                                  | 4月13日       | 集団過呼吸   | 後藤法子   | 今井和久   | 14.5%  |
| episode 3                                                  | 4月20日       | 人格変貌     | 山田あかね | 植田尚     | 14.7%  |
| episode 4                                                  | 4月27日       | 心筋梗塞     | 後藤法子   | 白木啓一郎 | 14.2%  |
| episode 5                                                  | 5月04日       | 劇症型肺炎   | 徳永友一   | 星野和成   | 12.6%  |
| episode 6                                                  | 5月11日       | 後遺症       | 後藤法子   | 今井和久   | 14.8%  |
| episode 7                                                  | 5月18日       | 中毒         | 後藤法子   | 植田尚     | 16.0%  |
| episode 8                                                  | 5月25日       | 宣告         | 後藤法子   | 今井和久   | 14.7%  |
| episode 9                                                  | 6月01日       | 医療ミス     | 田中眞一   | 星野和成   | 14.6%  |
| episode 10                                                 | 6月08日       | 病巣         | 徳永友一   | 植田尚     | 13.8%  |
| episode 11                                                 | 6月15日       | 記憶喪失     | 後藤法子   | 今井和久   | 15.6%  |
| Last episode                                               | 6月22日       | 危篤         | 後藤法子   | 今井和久   | 15.1%  |
| 平均視聴率 14.4%（視聴率は関東地区・ビデオリサーチ社調べ） |               |              |            |            |        |

| 関西テレビ・フジテレビ系 火曜10時枠      | 関西テレビ・フジテレビ系 火曜10時枠                                           | 関西テレビ・フジテレビ系 火曜10時枠   |
| 前番組                                   | 番組名                                                                        | 次番組                                |
| ---------------------------------------- | ----------------------------------------------------------------------------- | ------------------------------------- |
| まっすぐな男 （2010年1月12日 - 3月16日） | チーム・バチスタ2 ジェネラル・ルージュの凱旋 （2010年4月6日 - 2010年6月22日） | 逃亡弁護士 （2010年7月6日 - 9月14日） |

## チーム・バチスタSP2011〜さらばジェネラル!天才救命医は愛する人を救えるか〜
2011年1月2日の22時 - 23時30分に『ジェネラル・ルージュの凱旋』のスペシャルドラマとして放送された。内容は総集編ダイジェストを中心としたオリジナルストーリーとなっている。

### ストーリー（SP3）
コンビナート爆発炎上事故が発生し、救命救急センターのメンバー達が次々と運び込まれた患者の処置に当たってから数日後、患者が急変して死ぬという匿名の脅迫文が速水宛に送り込まれてくる。田口と白鳥も調査を開始するが、一人の患者が予告通りに急変し、以降も速水宛に送られた予告状通りに患者の容態は急変していく。
犯人像として浮かび上がったのは速水に恨みを持つ者、あるいは救命救急センターから去ろうとする速水を留めさせたい者、そして速水と関わった過去の患者達。それぞれの可能性を追求しながら田口と白鳥は事件の謎に挑んでいく。

### 登場人物（SP3）
- 田口公平 - 伊藤淳史

特別愁訴外来担当医、救急精神医療責任者
- 白鳥圭輔 - 仲村トオル

厚生労働省医療過誤死関連中立的第三者機関設置推進準備室 兼 保険局特別監査室室長代理
- 速水晃一 - 西島秀俊

「救命救急センター」部長
- 花房美和 - 白石美帆

「救命救急センター」看護師長
- 和泉遥 - 加藤あい

救命救急医
- 佐藤伸一 -木下隆行（TKO）

「救命救急センター」副部長代理
- 長谷川崇 - 戸次重幸

救急救命医
- 栗山弥生 - 浅見れいな

看護師
- 滝沢秀樹 - 松坂桃李

研修医
- 永山康友 - 足立理

研修医
- 浅野和彦 - 竹内太郎

研修医
- 藤原真琴 - 名取裕子

特別愁訴外来看護師
- 神宮寺章 - 山本學
  - 白鳥と速水の医学生時代の恩師、元外科医。コンビナート爆発炎上事故に巻き込まれ、外傷性クモ膜下出血となったが、一命を取り留める。白鳥と速水を「最悪の教え子」と悪態はついているが、彼らのことも気にかけており、彼らが教授の手術に意見して退学の危機になった際に庇ったことから、恩義を感じられている。
- ヨシハラ - 川野直輝
  - 救命救急センターに出入りする資材部のバイトスタッフ。勉強熱心で頼もしいと藤原に評価されている。
- 高木ミチル - 岩佐真悠子
  - コンビナート爆発炎上事故に巻き込まれ、救命救急センターに運び込まれた女性。田口が対応にあたるが、速水と話すことを要求する。整形外科病棟に移る予定。
- 神宮寺政子 - 泉晶子
  - 神宮司の妻。故人。

### スタッフ（SP3）
- 脚本 - 後藤法子
- プロデューサー - 豊福陽子（関西テレビ）、遠田孝一（MMJ）、八巻薫（MMJ）
- 演出 - 今井和久

### 放送日程（SP3）
| 放送日       | サブタイトル                                                               | 脚本     | 演出     | 視聴率 |
| ------------ | -------------------------------------------------------------------------- | -------- | -------- | ------ |
| 2011年1月2日 | チーム・バチスタSP2011 〜さらばジェネラル!天才救命医は愛する人を救えるか〜 | 後藤法子 | 今井和久 | 8.1%   |

## チーム・バチスタ3 アリアドネの弾丸
2011年7月12日から9月20日まで放送された。
物語に警察が大きく関わり、医療よりサスペンスの要素が強い異色作。また、田口と白鳥の関係性に大きな変化をもたらす転換点ともなっている。前2作と同様に原作にないストーリーが織りこまれており、中でも大きな相違点として、原作では作中の背景として描かれた「松崎事件」がストーリーや登場人物の過去にも大きく関わる本編の主軸の一つとなっている。なお、「松崎事件」のモデルとなった現実の冤罪事件である『足利事件』がこのシリーズ放映中に大きな動きをみせ、図らずもドラマと連動したものとなっていた。

### ストーリー（S3）
ある日死因不明の遺体と遭遇した田口は、事件性無しと判断する警察にオートプシーイメージング（Autopsy imaging、Ai）を提言し、犯罪が見逃されるのを未然に防ぐ。一方白鳥は解剖率3％で残りの97％は死因が分からないまま闇に葬られている「死因不明社会」を打破するため、東城医大病院でAiセンター設立を進めていた。しかしAiを快く思わない警察庁と、法医学者である笹井の反対に遭い、更にAiの万能性を豪語して譲らない放射線科医・島津が両者と対立。センター運営会議は紛糾する。
そんな中、Aiセンターに導入された新型の縦型MRIで連続殺人事件が発生する。警察の情報を管理しAiセンター潰しを目論むなど事件の裏で暗躍する斑鳩、業者との癒着を疑われる島津、20年前のDNA鑑定の不備が生んだ「松崎事件」と呼ばれる冤罪事件で心に暗い影を落とす笹井と北山、北山に忠義を尽くす宇佐見。事件の背景にそれぞれの思惑が交差する中、田口と白鳥は事件の調査に奔走し真相を紐解いていく。
しかし、20年の時を超え「松崎事件」の因縁を呼び起こす女子高生殺人事件が発生。田口と白鳥は死因不明社会の闇の中へ逃れ続けていた真犯人を追及する。

### 登場人物（S3）

#### 主要人物（S3）
田口公平〈30〉
演 - 伊藤淳史
心療内科医・東城医大特別愁訴外来 責任者。今回は白鳥の策略で桜宮Ai（死亡時画像診断）センター長に抜擢される。
白鳥圭輔〈44〉
演 - 仲村トオル
厚生労働省医療過誤死関連中立的第三者機関設置推進準備室室長 兼 桜宮Aiセンター設立準備室。Aiにかける情熱が異様であることを指摘される。

#### Aiセンター運営会議（S3）
斑鳩芳正〈45〉
演 - 高橋克典
警察庁長官官房情報統括室 室長 警視長。
警察を絶対正義と掲げ、自分達の非は決して認めようとはしない頑迷さが目立つ。警察関連の情報をコントロールする立場にあり、情報を隠蔽することも厭わず当然の義務と公言し、復讐感情を抱かせる可能性から犯罪被害者遺族にもその姿勢を崩さない。その考え故に白鳥と対立し、Aiセンターの崩壊を目論む。相手の過去を調べ上げたり、メディアを利用し自分達に有利な方に世論を誘導する情報戦を得意とする。笹井の父親が主催する法医学教室に研修で通っていた時期があり、以前は検視官を務めていた経歴を持つ。
島津吾郎〈37〉
演 - 安田顕（青年期 伊敷明徳）
東城医大放射線科 准教授。スイス・レマン大学で画像解析の研究をしてきた実績を買われAiセンター設立のため招聘された。
口が悪く挑発的な言動を取るため敵を作りやすい。Aiは死因から犯罪まで明らかにするとAiを信奉し、警察や法医学への不信感を露にしている。そのため笹井や斑鳩らとは度々衝突を起こす。また人間の感情の機微に無関心なドライな部分もある。MRIの業者との収賄疑惑を北山に疑われており、北山殺害の際は容疑者として拘束される。
笹井スミレ〈32〉
演 - 小西真奈美
東城医大法医学教室 准教授。あけすけとした物言いのさっぱりとした性格。
本当の死因が明るみに出る手段は解剖以外に無いというスタンスから、Aiには否定的な意見を持つ。斑鳩とは医学生時代から関係があり二人でよく逢ったりしているが、斑鳩の手段を選ばないやり方には毅然と否定する。父親も法医学者で教授を務める権威だったが、捜査の補助として提唱してきたDNA鑑定を警察が松崎事件の決め手として採用し、それにミスがあったことを悔やみ自殺している。
宇佐見壮一〈28〉
演 - 福士誠治
警察庁刑事局特命広域捜査官 警視。
普段は物静かで落ち着いているが、時に底知れない凶暴性を見せる一面を持つ。過去に複数の子供を殺害した犯人が拳銃を捨てて投降する意思を示したにも拘らず感情に駆られて射殺した事件を「正当防衛」として庇ってもらってから、北山を父親のように慕っており、北山の教えから上司の命令を絶対とし、感情を押し殺している。その北山が殺されたことでAiセンター潰しに情熱を抱くが、事件をすぐに公表しなかった斑鳩に不信感を露わにする。北山殺害事件後は、北山のために「松崎事件」の真相を探ろうと、釈放された松崎の身辺を嗅ぎ回る。
北山錠一郎〈48〉
演 - 尾美としのり
警察庁刑事局審議官 警視監。
Aiが犯罪を暴く手段だと世間に浸透し警察の威信が脅かされるのを危惧し、Aiセンターを快く思っていない。「『正義』を成すためには、時に『悪意』も必要になる」と考えており、宇佐見にもこの言葉を教えていた。かつて静岡県警捜査一課長として松崎事件での松崎の取り調べを担当し自白に追い込んだことがあるが、冤罪を生んだ松崎事件に対して後悔の念を抱いており（一方で松崎に対する謝罪と反省の言葉が一切ない為、松崎に濡れ衣を着せたことに対して負い目を感じている素振りを見せていない）、その思いからAiを当時のDNA鑑定と同等の正確性に欠ける技術として反対している。しかし、東城医大のMRI室で左目を撃たれた射殺体となって発見される。

#### 警察及び東城医大病院関係者（S3）
須賀秀介〈24〉
演 - 市川知宏
東城医大法医学教室 助手。大学院生。笹井に想いを寄せる。立場を軽視されている法医学の人間にも分け隔てなく接する田口に気を許すようになる。北山殺害事件後は笹井の潔白を条件に宇佐見から協力を持ちかけられる。
玉村誠〈40〉
演 - 中村靖日
桜宮署係長 警部補。田口が発見した死体にAiを実施した件以降田口と親しくなり、田口と白鳥の捜査にも協力する。官僚達と違い事件を見逃してしまう怖れから現場の刑事の観点でAi普及には賛成している。白鳥からは「玉ちゃん」と呼ばれている。
神田宏樹
演 - 西沢仁太
東城医大放射線科 技師長。田口の要請で清原のAiを実施する。
佐藤伸一
演 - 木下隆行（TKO）（友情出演）
東城医大病院救急救命センターの救命医。前作から昇進しセンター長に就任している。撃たれた田口の処置を担当する。
和泉遥
演 - 加藤あい （友情出演）
救命医。同じく田口の処置を担当する。
山岡浩
演 - 市川勇
東城医大法医学教室 教授。笹井が断った優花の解剖を担当する。語気が荒いうえに威圧感があり、アクが強い。
三船大介
演 - 利重剛
東城医大病院 事務長。北山殺害事件の際は、白鳥のおだてに乗せられる形で海外出張で不在の高階の代わりに院長代行を担当する。
藤原真琴
演 - 名取裕子
特別愁訴外来 看護師。白鳥と共に「法医学教室のアリアドネ」という医療テレビドラマにはまっている。
藤原を演じる名取裕子は「法医学教室の事件ファイル」シリーズの主演を務めており、その事もあってか作中にパロディシーンが有る。
高階権太
演 - 林隆三
東城医大病院長。本作では海外出張中のため、最終話までは目立って登場しない。

#### その他（S3）
友野優一
演 - 矢柴俊博
Aiシステムエンジニア。Aiセンターに導入される新型の縦型MRIの設置に取り掛かる。ショスタコーヴィチの曲を通じて田口と親しくなるが、その翌日遺体となって発見される。母・弘子（三谷侑未）が解剖を拒否したため、事件性のある可能性を残しながら火葬された。
矢神院長
演 - 佐戸井けん太
警察嘱託医・矢神内科 内科医。田口が発見した死体の死因を事件性が無く心不全と断定、その後の友野の死に対しても同様の判断をする。当初は死因究明に対してなおざりな態度だったが、Aiに触れてから心境を改め、河原で発見された女子高生の検死を担当した際は警察に東城医大でのAiを薦める。
松崎行雄
演 - 六平直政
「松崎事件」と呼ばれた女子高生殺人事件の被告。当時は進学塾の講師で、無暗に女子の体に触れることが保護者達に問題視されていた。20年前に女子高生を殺害した罪で逮捕され、当時導入されたばかりのDNA鑑定が決め手となり無期懲役の判決を受けた。その後鑑定に誤りがあったため、現在東京高裁で第5回公判のやり直し裁判が行われ、無罪判決が出て釈放される。島津の実父だったが、養子縁組の書類により法的に縁を切った状態にあった。
井野悦郎
演 - 甲本雅裕
「松崎行雄支援の会」の代表。エステを中心に多くのレストランを経営している実業家で、また「法医学教室のアリアドネ」の主演女優と面識がある。松崎と同じ進学塾に大学時代、講師のバイトで務めており、松崎の人となりを知っていることから、松崎の無実を信じて支援していた。
尾崎健二
演 - 升毅
「松崎行雄支援の会」の一人で弁護士。井野の顧問弁護士だった縁で5年前から松崎の弁護を担当する。かつて自身も女子高生への痴漢事件の冤罪に巻き込まれた過去がある。多汗症に悩まされている。

#### ゲスト（S3）
第1話
- 清原正夫〈55〉 - 田口主将：田口が発見した遺体の男性。路上生活者であり、過去に借金を作り家族の前から失踪していた。
- 清原信一 - 石黒英雄：清原の息子、父親から受け継いだ清原工業を営む。自身と母親を捨てた清原を憎み、清原の遺体引取りを拒否する。

第2話
- 谷口市子 - あめくみちこ：静枝の長女。浴槽で死んだ母親の死を疑問に思い、妹の礼子（ひがし由貴）と正子（野々村のん）とは対照的に島津のAiによる事件性無しの診断に納得出来ないでいる。
- 青田勝也 - 緋田康人：静枝の近所で乱暴な自転車運転をしている男性。失業中で昼間でも酒を飲んでいた。
- 検視官 - 前川泰之：神奈川県警察。友野の検視を担当し、矢上と同様に友野の死を事件性無しと判断する。
- 谷口静枝 - 関えつ子：ボランティアで通学路の誘導員をしていた女性。自宅の浴槽で溺死した状態で発見される。
- 片桐 - ヨシダ朝：優一の会社の上司。

第4話
- 中野貴弘 - 菅原大吉：東桜宮病院院長。杉山の死に納得できない遺族に対応するため、警察にも異状死届出を提出し、杉山に実施したAiの判断を仰ごうと東城医大にやってくる。
- 小島秀一 - 東根作寿英：東桜宮病院外科医。杉山の執刀を担当していた。
- 杉山美佐 / 杉山 智子 - 西原亜希 / 宮田早苗：杉山の家族。手術前は元気だった杉山が突然死亡したことに納得いかず、医療ミスを疑い真相を知りたがっている。
- 宮田香織 - 伊勢佳世：かつての白鳥の婚約者。良性のポリープで手術を控えており、手術前は白鳥と元気に話していたが手術中に死亡する。両親の意向で解剖されなかったため手術に落ち度がなかったかわからないまま火葬された。
- 杉山和夫 - 竹内宣二：東桜宮病院で亡くなった患者。前立腺癌により、前立腺を摘出したがその3日後に脳梗塞で死亡する。

第7話
- 野島謙蔵 - おかやまはじめ：熊本星林医大の医師。島津の知り合いで、Aiセンターに導入される新型縦型MRIに興味を持ち東城医大にやってきた。

第9話
- 三谷優花 - 戸井智恵美：河原で死体となって発見された女子高生。Ai、解剖を経て心不全と断定されるが、笹井の極秘の再解剖で他殺であることが突き止められる。

### スタッフ（S3）
- 脚本 - 後藤法子、田中眞一
- 音楽 - 羽岡佳、妹尾武
- 主題歌 - Do As Infinity「アリアドネの糸」（avex trax）
- TD - 松岡良治
- 撮影 - 初瀬康一
- VE - 山下輝良
- 照明 - 村澤浩一
- 音声 - 二瓶尚穂
- 編集 - 白水孝幸（1 - 4話）、田内文高（5 - 最終話）
- ライン編集、EED（5話） - 萩原隆司
- 選曲 - 谷川義春
- 音響効果 - 竹嶋あゆみ
- MA - 大石佳奈
- 美術プロデュース - 津留啓亮
- デザイン - 根本研二
- 美術進行 - 杉山貴直
- 装飾 - 田村康利
- 大道具 - 大地研之
- 操作 - 坂井貫浩
- 建具 - 阿久津正巳
- 電飾 - 谷口雅彦
- アクリル装飾 - 中村哲治
- 植木装飾 - 後藤健
- 持道具 - 市川清美
- メイク - 佐々木彩、河野明子（1話）
- 衣装 - 渋沢有美
- スタイリスト - 中川原寛、西ゆり子
- タイトルバック - イレブングラフィックス
- スチール - 桂修平
- スタジオ管理 - 金子康貴
- CGプロデュース - 奥田圭一
- CG - 相川はじめ 、福井直人
- スタンドコーディネーター - 釼持誠
- ガンアクションコーディネーター - 早川光
- 特殊造形 - 松井祐一
- Ai監修 - 山元正二（Ai情報センター代表理事）
- 警察監修 - 杢尾尭
- 法医学監修 - 髙木徹也（杏林大学医学部法医学教室准教授）
- 法医指導 - 奈良明奈（東京医科歯科大学大学院司法医学分野PD）
- 医療取材協力 - 原田智幸（東京女子医科大学救命救急センター講師）
- クラシック監修 - 野本由紀夫（玉川大学芸術学部教授）
- 犯罪心理監修- 越智啓太（法政大学文学部心理学科教授）
- MRI取材協力 - 新潟大学脳研究所、統合脳機能研究センター
- MRI技術指導 - 谷口貴久、松野太郎
- 科学監修 - 大島まり（東京大学情報学環 生産技術研究所教授）
- 救命救急監修 - 原田智幸（東京女子医科大学救命救急センター講師）
- 法律監修 - 本山信二郎（広尾マイスター法律事務所）
- 看護指導 - 石田喜代美
- 医事指導 - 後藤大輔、中島真理子
- 編成 - 浦邊日出彦（関西テレビ）、塩原充顕（フジテレビ）
- 宣伝 - 豊増雄（関西テレビ）
- 広告 - 北村友香理（関西テレビ）
- ホームページ - 大島直彰（関西テレビ）
- 営業 - 乾正志（関西テレビ）
- 制作担当 - 北田宏和
- 制作主任 - 小合智宏
- 記録 - 小宮尚子、山本明美、杉山珠美
- スケジュール - 安見悟朗
- 助監督 - 吉原通克
- AP - 佐藤利佳
- プロデューサー - 豊福陽子（関西テレビ）、遠田孝一、八巻薫（MMJ）
- 演出 - 今井和久、小松隆志、星野和成
- 制作 - 関西テレビ・MMJ

### 放送日程（S3）
| 各話                                                       | 放送日        | サブタイトル                               | 脚本     | 演出     | 視聴率 |
| ---------------------------------------------------------- | ------------- | ------------------------------------------ | -------- | -------- | ------ |
| stage 1                                                    | 2011年7月12日 | 心不全トリックの謎                         | 後藤法子 | 今井和久 | 14.2%  |
| stage 1-2                                                  | 7月19日       | Aiが見逃した殺意                           | 後藤法子 | 今井和久 | 11.6%  |
| stage 1-3                                                  | 7月26日       | 偽りの死亡時刻                             | 後藤法子 | 星野和成 | 12.0%  |
| stage 1-4                                                  | 8月02日       | 2人目の不審死                              | 後藤法子 | 小松隆志 | 11.3%  |
| stage 2-1                                                  | 8月09日       | 20年目の復讐                               | 田中眞一 | 小松隆志 | 12.5%  |
| stage 2-2                                                  | 8月16日       | 完全犯罪のメロディー                       | 後藤法子 | 星野和成 | 11.6%  |
| stage 2-3                                                  | 8月23日       | 真犯人                                     | 後藤法子 | 小松隆志 | 13.5%  |
| stage 2-4                                                  | 8月30日       | 貫通                                       | 後藤法子 | 星野和成 | 12.3%  |
| stage 3-1                                                  | 9月06日       | 20年目の再犯                               | 田中眞一 | 星野和成 | 12.2%  |
| stage 3-2                                                  | 9月13日       | 点と線                                     | 後藤法子 | 小松隆志 | 14.1%  |
| final stage                                                | 9月20日       | さよならバチスタコンビ! 殺人迷宮からの救出 | 後藤法子 | 小松隆志 | 15.4%  |
| 平均視聴率 12.8%（視聴率は関東地区・ビデオリサーチ社調べ） |               |                                            |          |          |        |

| 関西テレビ・フジテレビ系 火曜22時枠ドラマ                               | 関西テレビ・フジテレビ系 火曜22時枠ドラマ                      | 関西テレビ・フジテレビ系 火曜22時枠ドラマ                     |
| 前番組                                                                  | 番組名                                                         | 次番組                                                        |
| ----------------------------------------------------------------------- | -------------------------------------------------------------- | ------------------------------------------------------------- |
| グッドライフ 〜ありがとう、パパ。さよなら〜 （2011年4月19日 - 6月28日） | チーム・バチスタ3 アリアドネの弾丸 （2011年7月12日 - 9月20日） | HUNTER 〜その女たち、賞金稼ぎ〜 （2011年10月11日 - 12月13日） |

## チーム・バチスタ4 螺鈿迷宮
2014年1月7日から3月18日まで放送された。関西テレビ開局55周年記念ドラマ。
舞台が初めて東城医大病院から離れる。また、終末期医療と安楽死問題というテーマの関係上、シリーズで最も重い展開が多い。
原作は田口・白鳥シリーズの外伝作品であり、主人公は天馬大吉だが、ドラマ版はチーム・バチスタシリーズ第4作として制作されたため、主人公も田口と白鳥に変更されている。

### ストーリー（S4）
田口は高階の指示で、地方病院「碧翠院」へと突如派遣されることになった。桜宮巌雄が院長を務めるその病院は町には無くてはならない存在で、また終末期医療に取り組んでおり患者からの信頼も厚かった。しかし田口が赴任したその日、皮膚科医として潜り込んでいる白鳥の姿を発見する。実は白鳥のもとには一通の手紙が届いており、そこには碧翠院の闇を訴える文章と、助けを求める言葉が綴られていたのだった。そして久しぶりにこの地を訪れたと言う放射線科医の立花善次に出会った白鳥は「この病院で行われていることは重罪だ」という言葉を聞かされるも、その後立花は謎の失踪を遂げる。
巌雄が築き上げた「家族」という絆で守られた牙城を前に、白鳥の調査は難航。一方、終末期患者や碧翠院職員たちと直に接する田口は、彼らがそれぞれ抱える「死」への思いに心を揺り動かされ続ける。それでも二人はお互いの存在に救われながら、徐々に桜宮家の闇に迫ってゆくが、やがて明かされた全貌は答えの出ない疑問を世間に投げかけることになる。

### 登場人物（S4）

#### 主要人物（S4）
田口公平〈31〉
演 - 伊藤淳史
東城医大病院心療内科医→碧翠院心療内科医。
Aiセンターが落ち着いたことで心療内科医としての仕事に専念することとなったが、東城医大の経営が厳しいことで特別愁訴外来を維持することが難しくなったことを理由に、高階の命によって碧翠院に出向させられることとなった。生きるための治療とは正反対の終末期医療に戸惑いながら、終末期患者の精神的なケアや燃え尽き症候群になった職員の治療を行っていく。
白鳥圭輔
演 - 仲村トオル
厚生労働省・医療過誤死関連中立的第三者機関設置推進準備室室長兼終末期医療多面展開施策室。
自身の元に碧翠院の闇を訴える文章が綴られていた手紙が届いたことから、静岡医大から出向してきた皮膚科医として碧翠院に潜入し調査を行っていた。安楽死は医療に対する冒涜だとして反対している。

#### 桜宮家（S4）
桜宮巌雄〈55〉
演 - 柳葉敏郎
碧翠院院長。専門は外科。警察医業務も兼務。
患者、警察、町の人々から強く信頼されている。終末期患者は「螺鈿の部屋」という特別な部屋で看取り、その後必ず自ら解剖を行う。更に、妻の親戚が営む寺を引き継いで僧侶の資格を取得しているため、葬儀まで自ら行う。かつては東城医大で働いていた。実父の死に際の光景を見たことから、延命治療に否定的。
桜宮華緒〈50〉
演 - 相築あきこ
巌雄の妻で精神科医。息子・葵の事故以降、心を閉ざしてしまう。病院の患者に螺鈿細工を教えている。
普段は「螺鈿の部屋」に籠っており、家族と患者と看護師以外の人間とは話さないが、田口のことを気に入りよく話しかけている（一方で白鳥のことは嫌いなようで彼が話しかけても顔を合わすことすらしない）。すみれ曰く、田口は葵にどこか似ているらしい。
桜宮小百合〈33〉
演 - 水野美紀
巌雄の長女。副院長兼緩和ケア医。
穏やかで患者にはいつも優しく接しているが、恐ろしいことを平気で口にする一面もある。田口と白鳥には穏やかながら冷たい態度で接する。過去にレイプされたことがトラウマになっている。
桜宮すみれ〈28〉
演 - 栗山千明
桜宮家の次女。産婦人科医兼すみれエンタープライズ経営者。
小百合とは対照的に容赦のないつっけんどんな物言いをし、経営者として時に患者にも厳しく接するが、根は優しい。患者の度重なる死によって、燃え尽き症候群を発症していたが、田口の診療により徐々に緩和されていく。小百合の受けたレイプ事件については、当時アメリカにいたため知らされていなかった。
桜宮葵
演 - 山﨑賢人
桜宮家の末っ子長男。心優しく優秀で桜宮家の自慢。大吉とは中学、高校時代の元同級生。
8年前に崖から転落したことによる事故で他界した。生きていた頃は医者を目指していたらしい。

#### 碧翠院職員（S4）
天馬大吉〈24〉
演 - 上遠野太洸
アルバイト職員。東城医大の医学生で現在は休学中。
実は血が苦手。葵とは同級生で、以前から桜宮家の姉弟と交流があった。何かを隠して苦しんでいるすみれ達を助けたいと碧翠院で働き始める。
戸山久司〈30〉
演 - 渡部豪太
放射線技師。桜宮家とは適度な距離を置いている。CT撮影室で何者かの姿を目撃するが、田口らに知らせる前に溺死体で発見される。
日向千花
演 - 辻本瑞貴
看護師。

#### 碧翠院長期入院患者（S4）
赤城美智〈68〉
演 - 左時枝
甲状腺がんの再発患者。終末期患者への接し方に悩む田口に助言して励ます。孫娘がいるが親族とは疎遠になっている。碧翆院患者唯一の生存者で、碧翆院の廃業後は東城医大に転院する。
川原うめ〈70〉
演 - 丘みつ子
癌性リンパ管症の患者。以前は夫婦でみかん農園を営んでいた。
青山加代〈75〉
演 - 大森暁美
乳がんによる全身骨転移患者。
木島トク〈78〉
演 - 佐々木すみ江
子宮癌の末期患者。3人の息子を育て上げた。

#### 東城医大病院関係者（S4）
速水晃一
演  - 西島秀俊
救命救急センター部長。「2」のラストで病気療養も兼ねて北の病院に出向していたが、病状が改善したため東城医大に呼び戻された。
第1話において発生した水産加工工場のガス爆発事故の際に、白鳥が呼んだドクターヘリで応援に駆け付ける。優秀な救命救急医という面はもちろん、性格やチュッパチャプス好きは相変わらずで、応援に礼を言いに来た田口に茶化していた。一方で碧翆院を嗅ぎまわる白鳥を警戒しており、田口に「妙なことをしないか監視しろ」と釘を刺した。
島津吾郎
演 - 安田顕
放射線科准教授。常に敬語で話しており、前作と比べると挑発的な面は鳴りを潜めており、性格は丸くなっている。
藤原真琴
演 - 名取裕子
特別愁訴外来担当看護師。
高階権太
演 - 林隆三
病院長。

#### その他（S4）
立花善次〈40〉
演 - 宅間孝行
長野中央総合病院放射線科医。かつては碧翠院で働いており、第1話にて久々に巌雄と会うがその後失踪。巌雄と会う直前に白鳥と対面した際、「碧翆院で行われていることは『重罪』だ」と告げ、その「証拠」であるUSBメモリを見せていた。
小幡剣
演 - 池内万作
県警刑事で、碧翠院に司法解剖を依頼する。白鳥からは「小幡ちゃん」と呼ばれている。
大野
演 - 松林慎司
小幡の後輩刑事。
天馬美樹
演 - 長野里美
大吉の伯母でカフェ「シーコースト」の店主。

#### ゲスト（S4）
複数話登場の場合は演者名の横の括弧（）内に表記。
第1話
- 木下佐和 - 佐藤めぐみ：涼一の妻で妊娠中。すみれのバスケ部時代の後輩。夫の涼一と共に水産加工工場で働いていたが、その工場で起きたガス爆発事故に巻き込まれる。
- 木下涼一 - 趙珉和：和雄の息子。
- 木下和雄 - 前田吟：末期がんを患い、吐血し碧翠院に緊急搬送される患者。

第2話
- 木島祐一 - 阿南健治：トクの息子で長男。レストランチェーン店を経営。トクに家を売却するよう説得している。
- 木島幸助 - 遠山俊也：トクの息子で次男。会社員。
- 木島稔 - 田中聡元：トクの息子で三男。役場勤務。

第3話
- 菊池日菜〈25〉 - 南沢奈央

膵臓がんのステージ4で、当初、別の病院で診察を受けた医師から「抗がん剤治療は意味がない、術後生存率は20%」と告知を受けてから、生きる目的を失い全ての治療を拒否し、静岡医科大学病院から碧翠院に転院してきた患者。中学校教師で女子バレーボール部顧問をしていた。当初は田口に対して攻撃的で「あんたの顔を見ていると気分が悪くなる」と邪険に扱っていたが、自身に真摯に向き合って、生きる希望を取り戻してくれた彼の姿勢に改心して謝罪した。
- 奥田 ‐ 辻本祐樹

菊池の同僚教師。男子バレーボール部顧問で日菜が休職したことで女子部の顧問も兼任している。

第4話
- 井上達男  - 菊池均也：家族でみかん農園を営んでおり、うめの元自宅を訪れ、農園のみかんに手を伸ばした田口を泥棒と勘違いし、警察へ連れて行こうとする。川原夫妻は元隣人で恩人。うめの名前を出した田口に、うめの行き先を教えて欲しいと懇願する。
- 川原進 ‐ 市原清彦：うめの亡き夫。写真嫌いな上、心筋梗塞で突然亡くなったため、遺影は免許証の写真が使われた。

第6話
- 神岡良平  - 神保悟志（最終話）：末期の肺小細胞癌を患う碧翠院の入院患者。借金の抵当に入っている自宅を家族に残すため、示し合わせたかのように立ち退き期限直前に死亡する。
- 高木佳苗  - 高橋かおり：神岡の元妻。
- 高木隆晴  - 山崎竜太郎：良平・佳苗の息子。両親離婚後は佳苗に引き取られる。
- 三田村洋一 - 佐藤祐基（第7話 - 第8話・第10話 - 最終話）：連続婦女暴行事件加害者。8年前に自宅で何者かに殺害されたが、死因は急性心不全による病死として決着していた。

第9話 - 最終話
- 加賀博之 - 山本圭

巌雄の東城医大時代の上司。患者の希望で延命治療を施さない巌雄を非難するが、医師を引退し末期の肺がんを患ってからはその考え方が変わる。意見を対立させたかつての部下を頼って碧翠院に入院する。
- 大石由喜江 - 中島ひろ子（第9話・最終話）：美智の娘。父の延命治療を拒否した母と意見が対立してから親子関係の修復が難しくなり、疎遠になっていた。
- 大石薫 - 内田愛（幼少期：大友望愛）：美智の孫。
- 加賀貴広  - 萬雅之（第10話 - 最終話）：加賀の息子。

### スタッフ（S4）
- 原作 - 海堂尊『螺鈿迷宮』（角川書店）
- 脚本 - 後藤法子
- 音楽 - 羽岡佳
- 主題歌 - 東方神起「Hide & Seek」（avex trax）[7]
- 演出 - 今井和久、白木啓一郎（関西テレビ）、植田尚
- 演出補 - 舟橋哲男
- 助監督 - 近藤幸子
- 医療担当 - 野土谷麻美
- タイトルバック - 相川はじめ
- 特殊造形 - 松井祐一
- Ai監修 - 高野英行、山本正二
- 医療監修 - 林和彦、原田知幸
- 取材協力 - 高橋泰、塩谷清司
- 医事指導 - 川上和之、兼村俊範、齋藤倫子、大城拓也、角田美保子、後藤泰二郎、横田茉莉、早川秀幸、康美理、名倉義人、鈴木秀章
- 看護指導 - 石田喜代美
- 法医学・解剖指導 - 早川秀幸
- 編成 - 東田元、天野光晴（関西テレビ） / 野崎理（フジテレビ）
- 宣伝 - 宮内覚（関西テレビ）
- 広告 - 栄川歩美（関西テレビ）
- 営業 - 小林沙貴（関西テレビ）
- ホームページ - 馬殿陽子（関西テレビ）
- プロデュース - 豊福陽子（関西テレビ） / 遠田孝一、八巻薫（MMJ）
- AP - 田中耕司（関西テレビ）、佐藤利佳、堀江愛佳
- 制作 - 関西テレビ、MMJ

### 放送日程（S4）
| 第1話                                                      | 2014年1月07日 | 消えた医師             | 今井和久   | 12.9% |
| 第2話                                                      | 1月14日       | 一族の過去             | 今井和久   | 13.0% |
| 第3話                                                      | 1月21日       | 画像から見えた真実     | 今井和久   | 12.6% |
| 第4話                                                      | 1月28日       | 狙われた白鳥           | 白木啓一郎 | 11.5% |
| 第5話                                                      | 2月04日       | 暴かれた解剖のミス     | 白木啓一郎 | 11.6% |
| 第6話                                                      | 2月11日       | 目撃者、消される       | 植田尚     | 09.4% |
| 第7話                                                      | 2月18日       | 迷宮に隠された死者     | 植田尚     | 09.8% |
| 第8話                                                      | 2月25日       | 殺人犯は死者!?         | 白木啓一郎 | 10.9% |
| 第9話                                                      | 3月04日       | 地下迷宮のトリック     | 今井和久   | 10.4% |
| 第10話                                                     | 3月11日       | 真犯人の告白           | 今井和久   | 11.5% |
| 最終話                                                     | 3月18日       | その医療は、正義か罪か | 今井和久   | 11.5% |
| 平均視聴率 11.4%（視聴率は関東地区・ビデオリサーチ社調べ） |               |                        |            |       |

| 関西テレビ・フジテレビ系 火曜夜10時枠の連続ドラマ         | 関西テレビ・フジテレビ系 火曜夜10時枠の連続ドラマ                                        | 関西テレビ・フジテレビ系 火曜夜10時枠の連続ドラマ |
| 前番組                                                    | 番組名                                                                                   | 次番組                                            |
| --------------------------------------------------------- | ---------------------------------------------------------------------------------------- | ------------------------------------------------- |
| よろず占い処 陰陽屋へようこそ （2013年10月8日- 12月17日） | 関西テレビ放送開局55周年記念ドラマ チーム・バチスタ4 螺鈿迷宮 （2014年1月7日 - 3月18日） | ブラック・プレジデント （2014年4月8日 - 6月17日） |

## チーム・バチスタFINAL ケルベロスの肖像
東宝配給にて、2014年3月29日公開。チーム・バチスタシリーズの最終作として制作されたため、TBSテレビ製作の映画版との関係は無い（配給元は同じ東宝）。
TOHOシネマズ日本橋、お台場シネマメディアージュ、TOHOシネマズ六本木ヒルズ、渋谷HUMAXシネマ他全国282スクリーンで公開され、公開初週の土日2日間で動員12万3007人、興収1億5536万7900円、全国映画動員ランキングでは初登場5位となった。
2015年4月7日の21時 - 23時18分に地上波初放送された。視聴率は関東地区で9.6%を記録した（ビデオリサーチ調べ）。

### ストーリー（映画）
地下室で不審死を遂げた9人の医療関係者。Ai（オートプシー・イメージング：死亡時画像診断）導入を推進する白鳥のよく知る人物も犠牲となってしまう。だが、ただ一人生き残った生存者が速水の率いる救命チームに搬送される。
同じころ、日本初となる国際Aiセンター発足の目玉として、新型MRI「リヴァイアサン」の導入が決定。顕微鏡レベルの解像度を誇り現代医療の「怪物」として大きな注目を集めていた。国と自治体、東城医大病院が三位一体で取り組む死因究明システムの一大改革に、田口と白鳥は奔走する日々を送っていたが、白鳥はリヴァイアサンの責任者である東堂の派手な言動に苦慮。一方、田口は搬入パレードの日に医療ジャーナリストの別宮葉子に声をかけられるのと同時に、かつて自分達が関わった地方病院「碧翠院」に纏わる騒動の中で失踪していた、元「碧翠院」産婦人科医兼すみれエンタープライズ経営者・桜宮すみれを目撃する。
その後、こけら落しとなる大講堂でのシンポジウムを10日後に控え、司法解剖で死因が判別できなかった集団不審死事件を、東堂がリヴァイアサンで解明しようと画策する。しかしそれは「三の月、東城医大病院とケルベロスの塔を破壊する」と記された脅迫状が届くという不穏な結果を招くことになってしまう。
Aiセンター始動の日。それは医学界の根底を大きく揺るがす「最悪な日」となるのか。田口と白鳥は真相を突き止めるためにひた走る。

### キャスト（映画）
- 田口公平 - 伊藤淳史
- 白鳥圭輔 - 仲村トオル
- 別宮葉子 - 桐谷美玲
- 滝沢秀樹 - 松坂桃李
- 速水晃一 - 西島秀俊
- 東堂文昭 - 生瀬勝久
- 桜宮すみれ - 栗山千明
- 佐藤伸一 - 木下隆行（TKO）
- 三船大介 - 利重剛
- 和泉遥 - 加藤あい
- 藤原真琴 - 名取裕子
- 長谷川崇 - 戸次重幸
- 渡辺金之助 - バカリズム
- 玉村誠 - 中村靖日
- 安藤豊 - 阪田マサノブ
- 船橋直樹 - 中丸新将
- 船橋律子 - 有森也実
- 根本 - 品川徹
- 西園美枝子 - 大沼百合子
- 佐々木祐作 - 岸田真弥
- 桜宮巌雄（写真） - 柳葉敏郎
- 桜宮小百合（写真） - 水野美紀
- 榊陽一 - 二階堂智
- 室田芳郎 - 国広富之
- 南雲忠義 - 中村育二
- 青藍院受付 - 西丸優子
- エンジニア - 小松利昌
- 研修医 - 松永大輔
- 麻酔科医 - 梶原拓人
- 遺族 - 住田隆、唐木ちえみ、小貫加恵
- 看護師 - 羽村純子、福田敦子、太田いず帆、幸咲茉歩、夏秋佳代子、前田つばさ、桐山真彩子、土谷暢子、志藤彩那、田島きよ乃、田原麻子、高橋郁恵
- 記者 - やべけんじ、岩本幸子、志村朋春、伊藤圭太
- キャスター - 中島めぐみ
- 検視官 - 中脇樹人
- 受付 - 水津亜子
- 事務員 - 尾花かんじ
- 妊婦夫妻 - 荻野友里、矢崎文也
- 患者 - よしのよしこ
- 榊の息子 - 酒井亮和
- 技師 - 森田甘路
- 火葬場職員 - 成瀬労

### スタッフ（映画）
- 監督：星野和成
- 原作：海堂尊（宝島社刊）
- 脚本：後藤法子
- 音楽：羽岡佳
- 製作：関西テレビ放送、フジテレビジョン、東宝、FNS26社
- 制作プロダクション：メディアミックス・ジャパン
- 配給：東宝

## DVD・BD
- チーム・バチスタの栄光 DVD-BOX（7枚組、2009年3月4日発売）
- チーム・バチスタ第2弾 ナイチンゲールの沈黙 DVD（2011年3月16日発売）：ジェネラルSPと同時発売となった。
- チーム・バチスタ2 ジェネラル・ルージュの凱旋 DVD-BOX（7枚組、2010年9月15日発売）
- チーム・バチスタSP2011 〜さらばジェネラル！天才救命医は愛する人を救えるか〜 DVD（2011年3月16日発売）
- チーム・バチスタ3 アリアドネの弾丸 DVD-BOX（7枚組、2011年11月25日発売）
- チーム・バチスタ4 螺鈿迷宮 DVD-BOX（7枚組、2014年5月30日発売）
- チーム・バチスタFINAL ケルベロスの肖像 DVDスペシャル・エディション（2枚組、2014年10月15日発売）：特典ディスクとの2枚組
- チーム・バチスタFINAL ケルベロスの肖像 Blu-ray スタンダード・エディション（2014年10月15日発売）
- チーム・バチスタFINAL ケルベロスの肖像 DVD スタンダード・エディション（2014年10月15日発売）

## CD
- チーム・バチスタの栄光 ジェネラル・ルージュの凱旋 コンプリート・オリジナル・サウンドトラック
- チーム・バチスタ3 アリアドネの弾丸 original soundtrack
- チーム・バチスタ4 螺鈿迷宮 オリジナル・サウンドトラック
- チーム・バチスタ FINAL ケルベロスの肖像 オリジナル・サウンドトラック

## 書籍
- 映画チーム・バチスタFINAL ケルベロスの肖像 オフィシャルブック（宝島社・ISBN 978-4-800-22491-0）2014年3月17日発売[14]